# Megachile pilosa
Megachile pilosa är en biart som beskrevs av Smith 1879. Megachile pilosa ingår i släktet tapetserarbin, och familjen buksamlarbin. Inga underarter finns listade i Catalogue of Life.